# Mikhail Svetlov (Schiff, 1985)
Die Mikhail Svetlov (russisch Михаил Светлов, deutsche Transkription Michail Swetlow) ist ein Flusskreuzfahrtschiff, das im Jahre 1985 von der Österreichischen Schiffswerften AG Linz in Korneuburg/Österreich gebaut und zunächst an die Ob-Irtysch-Flussreederei (russisch Обь-Иртышское речное пароходство) in Tjumen ausgeliefert wurde. Es gehört zur Sergey Yesenin-Klasse (Projekt Q-065). Das Schiff wurde nach dem sowjetischen Dichter Michail Swetlow benannt und von der Kanzlergattin Christine Vranitzky getauft.

## Geschichte
Nach der Übergabe an die Ob-Irtysch-Flussreederei (russisch Обь-Иртышское речное пароходство) in Tjumen (Sowjetunion) (rus. "Советский Союз")  wurde das Schiff erst im April 1986 in Betrieb genommen, nur eine Saison. 1988 wurde sie schon weiter gen Osten übergeben, und zwar an die Lena-Flussreederei (russisch Ленское речное пароходство) in Jakutsk, bis sie aus finanziellen Gründen 1998 an die Alrosa, den heutigen Eigner des Schiffs, verkauft wurde. Seit dem 2. September 2011 stehen 6 Hotels der "Alrosa Hotels" und Mikhail Svetlov für 2,6 Mrd. Rubel zum Verkauf.
Im Sommer 2011 war die Mikhail Svetlov auf den Kreuzfahrt-Strecken Jakutsk – Lenskije Schtschjoki (1200 km von Jakutsk entfernt) – Jakutsk und Jakutsk – Tiksi eingesetzt worden.

## Schwesterschiffe der Baureihe Q-065
- Aleksandr Blok rus. (Александр Блок)
- Demyan Bednyy rus. (Демьян Бедный)
- Sergey Yesenin rus. (Сергей Есенин)
- Valeriy Bryusov rus. (Валерий Брюсов)